# Championnats du monde de patinage artistique 2009
Navigation
Mondiaux 2008 Mondiaux 2010
Les championnats du monde de patinage artistique 2009 ont lieu du 23 au 29 mars 2009 au Staples Center de Los Angeles aux États-Unis.
Pour la première fois aux mondiaux, cinquante patineurs participent à la compétition individuelle masculine.

## Qualifications
Les patineurs sont éligibles à l'épreuve s'ils représentent une nation membre de l'Union internationale de patinage (International Skating Union en anglais) et s'ils ont atteint l'âge de 15 ans avant le 1er juillet 2008. Les fédérations nationales sélectionnent leurs patineurs en fonction de leurs propres critères, mais l'Union internationale de patinage exige un score minimum d'éléments techniques (Technical Elements Score en anglais) lors d'une compétition internationale avant les championnats du monde.
Sur la base des résultats des championnats du monde 2008, l'Union internationale de patinage autorise chaque pays à avoir de une à trois inscriptions par discipline.
| Entrées                                                    | Messieurs                           | Dames                                                 | Couples                       | Danse sur glace                         |
| ---------------------------------------------------------- | ----------------------------------- | ----------------------------------------------------- | ----------------------------- | --------------------------------------- |
| 3                                                          | Canada Japon États-Unis             | Japon                                                 | Canada Chine Allemagne Russie | France États-Unis                       |
| 2                                                          | Belgique France Russie Suède Suisse | Canada Finlande Italie Corée du Sud Suisse États-Unis | Ukraine États-Unis            | Canada Royaume-Uni Israël Italie Russie |
| Les pays non listés dans ce tableau ont droit à une entrée |                                     |                                                       |                               |                                         |

En plus de déterminer le nombre de places disponibles par pays pour les championnats du monde 2010, les résultats de ces championnats détermine également le nombre de places disponibles pour les Jeux Olympiques 2010, à savoir 24 places pour les individuels messieurs et dames, 16 places pour les couples artistiques et 19 places pour la danse sur glace. Les autres places disponibles sont distribuées lors d'une compétition de qualification olympique à l'automne 2009.
En danse sur glace, la danse imposée est le paso doble.

## Podiums
| Épreuves                            | Or                                | Argent                          | Bronze                            |
| ----------------------------------- | --------------------------------- | ------------------------------- | --------------------------------- |
| Messieurs résultats détaillés       | Evan Lysacek                      | Patrick Chan                    | Brian Joubert                     |
| Dames résultats détaillés           | Kim Yuna                          | Joannie Rochette                | Miki Ando                         |
| Couples résultats détaillés         | Aljona Savchenko / Robin Szolkowy | Zhang Dan / Zhang Hao           | Yuko Kavaguti / Alexandre Smirnov |
| Danse sur glace résultats détaillés | Oksana Domnina / Maksim Chabaline | Tanith Belbin / Benjamin Agosto | Tessa Virtue / Scott Moir         |

## Tableau des médailles
| Rang  | Nation       | Or | Argent | Bronze | Total |
| ----- | ------------ | -- | ------ | ------ | ----- |
| 1     | États-Unis   | 1  | 1      | 0      | 2     |
| 2     | Russie       | 1  | 0      | 1      | 2     |
| 3     | Allemagne    | 1  | 0      | 0      | 1     |
| 3     | Corée du Sud | 1  | 0      | 0      | 1     |
| 5     | Canada       | 0  | 2      | 1      | 3     |
| 6     | Chine        | 0  | 1      | 0      | 1     |
| 7     | France       | 0  | 0      | 1      | 1     |
| 7     | Japon        | 0  | 0      | 1      | 1     |
| Total | Total        | 4  | 4      | 4      | 12    |

## Détails des compétitions

### Messieurs

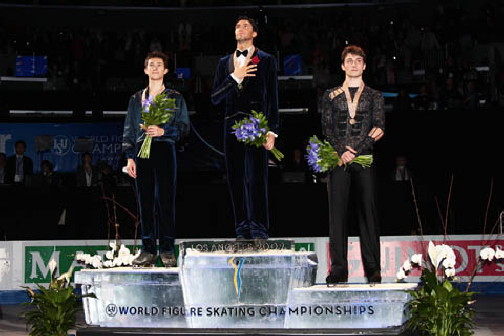
Podium des Messieurs

| Rang                                        | Nom                   | Pays               | Points | Programme court | Programme court | Programme libre | Programme libre |
| ------------------------------------------- | --------------------- | ------------------ | ------ | --------------- | --------------- | --------------- | --------------- |
| 1                                           | Evan Lysacek          | États-Unis         | 242.23 | 2               | 82.70           | 1               | 159.53          |
| 2                                           | Patrick Chan          | Canada             | 237.58 | 3               | 82.55           | 2               | 155.03          |
| 3                                           | Brian Joubert         | France             | 235.97 | 1               | 84.40           | 3               | 151.57          |
| 4                                           | Tomáš Verner          | Tchéquie           | 231.71 | 4               | 80.36           | 4               | 151.35          |
| 5                                           | Samuel Contesti       | Italie             | 226.97 | 6               | 78.50           | 5               | 148.47          |
| 6                                           | Takahiko Kozuka       | Japon              | 222.18 | 5               | 79.35           | 7               | 142.83          |
| 7                                           | Nobunari Oda          | Japon              | 218.16 | 7               | 76.49           | 8               | 141.67          |
| 8                                           | Denis Ten             | Kazakhstan         | 211.43 | 17              | 68.54           | 6               | 142.89          |
| 9                                           | Brandon Mroz          | États-Unis         | 207.19 | 8               | 76.10           | 13              | 131.09          |
| 10                                          | Andrei Lutai          | Russie             | 204.99 | 15              | 68.95           | 9               | 136.04          |
| 11                                          | Jeremy Abbott         | États-Unis         | 204.67 | 10              | 72.15           | 10              | 132.52          |
| 12                                          | Vaughn Chipeur        | Canada             | 202.08 | 12              | 70.45           | 12              | 131.63          |
| 13                                          | Sergey Voronov        | Russie             | 202.04 | 9               | 72.15           | 14              | 129.89          |
| 14                                          | Kevin Van Der Perren  | Belgique           | 198.35 | 14              | 70.15           | 15              | 128.20          |
| 15                                          | Takahito Mura         | Japon              | 194.97 | 13              | 70.35           | 16              | 124.62          |
| 16                                          | Yannick Ponsero       | France             | 193.84 | 11              | 71.83           | 17              | 122.01          |
| 17                                          | Jeremy Ten            | Canada             | 193.16 | 21              | 60.90           | 11              | 132.26          |
| 18                                          | Adrian Schultheiss    | Suède              | 186.43 | 18              | 65.20           | 18              | 121.23          |
| 19                                          | Javier Fernández      | Espagne            | 183.55 | 20              | 63.75           | 19              | 119.80          |
| 20                                          | Kristoffer Berntsson  | Suède              | 182.31 | 16              | 68.61           | 20              | 113.70          |
| 21                                          | Gregor Urbas          | Slovénie           | 167.71 | 22              | 58.70           | 21              | 109.01          |
| 22                                          | Anton Kovalevski      | Ukraine            | 165.73 | 19              | 64.28           | 23              | 101.45          |
| 23                                          | Przemysław Domański   | Pologne            | 161.66 | 24              | 57.00           | 22              | 104.66          |
| 24                                          | Igor Macypura         | Slovaquie          | 158.86 | 23              | 58.30           | 24              | 100.56          |
| Patineurs éliminés après le programme court |                       |                    |        |                 |                 |                 |                 |
| 25                                          | Peter Liebers         | Allemagne          |        | 25              | 56.73           | NC              | NC              |
| 26                                          | Jamal Othman          | Suisse             |        | 26              | 56.32           | NC              | NC              |
| 27                                          | Ari-Pekka Nurmenkari  | Finlande           |        | 27              | 55.60           | NC              | NC              |
| 28                                          | Wu Jialiang           | Chine              |        | 28              | 55.43           | NC              | NC              |
| 29                                          | Viktor Pfeifer        | Autriche           |        | 29              | 54.01           | NC              | NC              |
| 30                                          | Elliot Hilton         | Royaume-Uni        |        | 30              | 53.35           | NC              | NC              |
| 31                                          | Tigran Vardanjan      | Hongrie            |        | 31              | 53.15           | NC              | NC              |
| 32                                          | Zoltán Kelemen        | Roumanie           |        | 32              | 49.34           | NC              | NC              |
| 33                                          | Damjan Ostojič        | Bosnie-Herzégovine |        | 33              | 47.27           | NC              | NC              |
| 34                                          | Luis Hernández        | Mexique            |        | 34              | 46.11           | NC              | NC              |
| 35                                          | Alper Uçar            | Turquie            |        | 35              | 45.57           | NC              | NC              |
| 36                                          | Maxim Shipov          | Israël             |        | 36              | 44.85           | NC              | NC              |
| 37                                          | Kevin Alves           | Brésil             |        | 37              | 44.51           | NC              | NC              |
| 38                                          | Charles Shou-San Pao  | Taipei chinois     |        | 38              | 43.89           | NC              | NC              |
| 39                                          | Kim Min-seok          | Corée du Sud       |        | 39              | 43.28           | NC              | NC              |
| 40                                          | Beka Shankulashvili   | Géorgie            |        | 40              | 42.80           | NC              | NC              |
| 41                                          | Boris Martinec        | Croatie            |        | 41              | 42.37           | NC              | NC              |
| 42                                          | Mikael Redin          | Suisse             |        | 42              | 42.29           | NC              | NC              |
| 43                                          | Alexandr Kazakov      | Biélorussie        |        | 43              | 40.74           | NC              | NC              |
| 44                                          | Justin Pietersen      | Afrique du Sud     |        | 44              | 40.39           | NC              | NC              |
| 45                                          | Georgi Kenchadze      | Bulgarie           |        | 45              | 39.90           | NC              | NC              |
| 46                                          | Mark Webster          | Australie          |        | 46              | 37.35           | NC              | NC              |
| 47                                          | Andrew Huertas        | Porto Rico         |        | 47              | 36.91           | NC              | NC              |
| 48                                          | Gegham Vardanyan      | Arménie            |        | 48              | 34.87           | NC              | NC              |
| 49                                          | Saulius Ambrulevičius | Lituanie           |        | 49              | 34.68           | NC              | NC              |
| 50                                          | Michael Dimalanta     | Philippines        |        | 50              | 27.53           | NC              | NC              |

### Dames

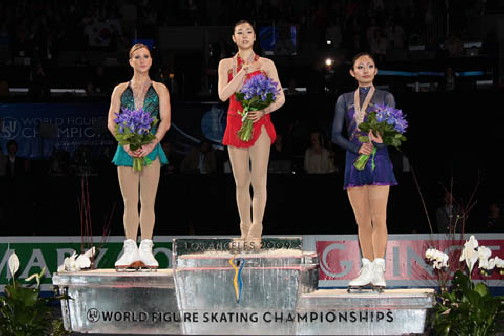
Podium des Dames

| Rang                                          | Nom                     | Pays           | Points | Programme court | Programme court | Programme libre | Programme libre |
| --------------------------------------------- | ----------------------- | -------------- | ------ | --------------- | --------------- | --------------- | --------------- |
| 1                                             | Kim Yuna                | Corée du Sud   | 207.71 | 1               | 76.12           | 1               | 131.59          |
| 2                                             | Joannie Rochette        | Canada         | 191.29 | 2               | 67.90           | 3               | 123.39          |
| 3                                             | Miki Ando               | Japon          | 190.38 | 4               | 64.12           | 2               | 126.26          |
| 4                                             | Mao Asada               | Japon          | 188.09 | 3               | 66.06           | 4               | 122.03          |
| 5                                             | Rachael Flatt           | États-Unis     | 172.41 | 7               | 59.30           | 5               | 113.11          |
| 6                                             | Laura Lepistö           | Finlande       | 170.07 | 6               | 59.66           | 7               | 110.41          |
| 7                                             | Alena Leonova           | Russie         | 168.91 | 11              | 58.18           | 6               | 110.73          |
| 8                                             | Fumie Suguri            | Japon          | 164.58 | 9               | 58.40           | 9               | 106.18          |
| 9                                             | Sarah Meier             | Suisse         | 163.37 | 10              | 58.36           | 10              | 105.01          |
| 10                                            | Elene Gedevanishvili    | Géorgie        | 162.48 | 8               | 58.82           | 11              | 103.66          |
| 11                                            | Alissa Czisny           | États-Unis     | 159.78 | 14              | 53.28           | 8               | 106.50          |
| 12                                            | Carolina Kostner        | Italie         | 153.56 | 5               | 63.18           | 15              | 90.38           |
| 13                                            | Susanna Pöykiö          | Finlande       | 153.31 | 12              | 57.12           | 12              | 96.19           |
| 14                                            | Ivana Reitmayerová      | Slovaquie      | 147.41 | 16              | 52.98           | 13              | 94.43           |
| 15                                            | Cynthia Phaneuf         | Canada         | 146.09 | 15              | 53.14           | 14              | 92.95           |
| 16                                            | Jelena Glebova          | Estonie        | 140.02 | 13              | 55.90           | 17              | 84.12           |
| 17                                            | Kim Na-Young            | Corée du Sud   | 131.50 | 17              | 51.50           | 21              | 80.00           |
| 18                                            | Annette Dytrt           | Allemagne      | 131.15 | 18              | 51.04           | 19              | 80.11           |
| 19                                            | Anna Jurkiewicz         | Pologne        | 130.29 | 20              | 45.60           | 16              | 84.69           |
| 20                                            | Jenna McCorkell         | Royaume-Uni    | 128.67 | 21              | 45.52           | 18              | 83.15           |
| 21                                            | Tuğba Karademir         | Turquie        | 124.31 | 22              | 44.24           | 20              | 80.07           |
| 22                                            | Candice Didier          | France         | 122.08 | 19              | 50.16           | 22              | 71.92           |
| 23                                            | Kerstin Frank           | Autriche       | 105.73 | 23              | 43.20           | 23              | 62.53           |
| 24                                            | Ana Cecilia Cantu       | Mexique        | 101.82 | 24              | 41.58           | 24              | 60.24           |
| Patineuses éliminées après le programme court |                         |                |        |                 |                 |                 |                 |
| 25                                            | Tamar Katz              | Israël         |        | 25              | 40.62           | NC              | NC              |
| 26                                            | Sonia Lafuente          | Espagne        |        | 26              | 39.04           | NC              | NC              |
| 27                                            | Viktoria Helgesson      | Suède          |        | 27              | 38.98           | NC              | NC              |
| 28                                            | Chaochih Liu            | Taipei chinois |        | 28              | 38.06           | NC              | NC              |
| 29                                            | Gracielle Jeanne Tan    | Philippines    |        | 29              | 37.74           | NC              | NC              |
| 30                                            | Nella Simaová           | Tchéquie       |        | 30              | 37.44           | NC              | NC              |
| 31                                            | Anastasia Gimazetdinova | Ouzbékistan    |        | 31              | 37.38           | NC              | NC              |
| 32                                            | Emma Hagieva            | Azerbaïdjan    |        | 32              | 36.76           | NC              | NC              |
| 33                                            | Cheltzie Lee            | Australie      |        | 33              | 35.46           | NC              | NC              |
| 34                                            | Irina Movchan           | Ukraine        |        | 34              | 35.06           | NC              | NC              |
| 35                                            | Teodora Poštič          | Slovénie       |        | 35              | 33.66           | NC              | NC              |
| 36                                            | Roxana Luca             | Roumanie       |        | 36              | 33.28           | NC              | NC              |
| 37                                            | Tamami Ono              | Hong Kong      |        | 37              | 32.70           | NC              | NC              |
| 38                                            | Zanna Pugaca            | Lettonie       |        | 38              | 32.42           | NC              | NC              |
| 39                                            | Bianka Pádár            | Hongrie        |        | 39              | 32.10           | NC              | NC              |
| 40                                            | Isabelle Pieman         | Belgique       |        | 40              | 32.04           | NC              | NC              |
| 41                                            | Sonia Radeva            | Bulgarie       |        | 41              | 31.98           | NC              | NC              |
| 42                                            | Liu Yan                 | Chine          |        | 42              | 31.14           | NC              | NC              |
| 43                                            | Victoria Muniz          | Porto Rico     |        | 43              | 30.94           | NC              | NC              |
| 44                                            | Lejeanne Marais         | Afrique du Sud |        | 44              | 30.92           | NC              | NC              |
| 45                                            | Charissa Tansomboon     | Thaïlande      |        | 45              | 29.04           | NC              | NC              |
| 46                                            | Mirna Libric            | Croatie        |        | 46              | 28.90           | NC              | NC              |
| 47                                            | Maria Papasotiriou      | Grèce          |        | 47              | 28.32           | NC              | NC              |
| 48                                            | Beatrice Rozinskaite    | Lituanie       |        | 48              | 28.24           | NC              | NC              |
| 49                                            | Ksenia Jastsenjski      | Serbie         |        | 49              | 27.62           | NC              | NC              |
| 50                                            | Mérovée Ephrem          | Monaco         |        | 50              | 25.30           | NC              | NC              |
| 51                                            | Stacy Perfetti          | Brésil         |        | 51              | 25.24           | NC              | NC              |
| 52                                            | Clara Peters            | Irlande        |        | 52              | 23.64           | NC              | NC              |
| 53                                            | Yoniko Eva Washington   | Inde           |        | 53              | 19.68           | NC              | NC              |
| Forfait                                       | Sonja Mugoša            | Monténégro     |        | NC              | NC              | NC              | NC              |

### Couples

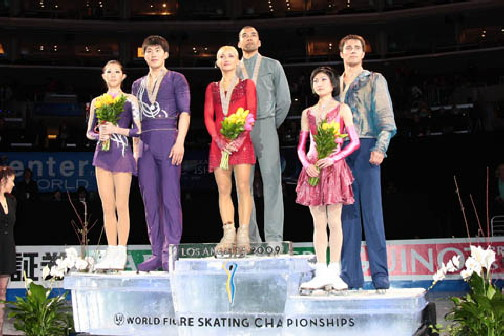
Podium des couples artistiques

| Rang                                      | Nom                                         | Pays           | Points | Programme court | Programme court | Programme libre | Programme libre |
| ----------------------------------------- | ------------------------------------------- | -------------- | ------ | --------------- | --------------- | --------------- | --------------- |
| 1                                         | Aljona Savchenko / Robin Szolkowy           | Allemagne      | 203.48 | 1               | 72.30           | 1               | 131.18          |
| 2                                         | Zhang Dan / Zhang Hao                       | Chine          | 186.52 | 3               | 67.42           | 2               | 119.10          |
| 3                                         | Yuko Kavaguti / Alexandre Smirnov           | Russie         | 186.39 | 2               | 68.94           | 3               | 117.45          |
| 4                                         | Pang Qing / Tong Jian                       | Chine          | 181.08 | 5               | 65.18           | 4               | 115.90          |
| 5                                         | Maria Mukhortova / Maksim Trankov           | Russie         | 177.89 | 4               | 66.88           | 7               | 111.01          |
| 6                                         | Tatiana Volosozhar / Stanislav Morozov      | Ukraine        | 175.61 | 6               | 64.10           | 5               | 111.51          |
| 7                                         | Jessica Dubé / Bryce Davison                | Canada         | 172.82 | 7               | 61.80           | 6               | 111.02          |
| 8                                         | Meagan Duhamel / Craig Buntin               | Canada         | 165.41 | 8               | 61.28           | 8               | 104.13          |
| 9                                         | Caydee Denney / Jeremy Barrett              | États-Unis     | 156.84 | 10              | 52.74           | 9               | 104.10          |
| 10                                        | Mylène Brodeur / John Mattatall             | Canada         | 150.05 | 11              | 50.44           | 10              | 99.61           |
| 11                                        | Keauna McLaughlin / Rockne Brubaker         | États-Unis     | 143.74 | 9               | 53.62           | 12              | 90.12           |
| 12                                        | Vanessa James / Yannick Bonheur             | France         | 139.34 | 17              | 44.10           | 11              | 95.24           |
| 13                                        | Stacey Kemp / David King                    | Royaume-Uni    | 134.73 | 13              | 47.74           | 13              | 86.99           |
| 14                                        | Anaïs Morand / Antoine Dorsaz               | Suisse         | 131.46 | 12              | 48.50           | 14              | 82.96           |
| 15                                        | Maylin Hausch / Daniel Wende                | Allemagne      | 125.96 | 15              | 46.58           | 15              | 79.38           |
| 16                                        | Zhang Yue / Wang Lei                        | Chine          | 119.24 | 14              | 46.68           | 16              | 72.56           |
| 17                                        | Maria Sergejeva / Ilja Glebov               | Estonie        | 116.54 | 16              | 46.14           | 17              | 70.40           |
| 18                                        | Nicole Della Monica / Yannick Kocon         | Italie         | 108.49 | 18              | 41.18           | 18              | 67.31           |
| 19                                        | Joanna Sulej / Mateusz Chruściński          | Pologne        | 106.54 | 19              | 40.88           | 19              | 65.66           |
| 20                                        | Jessica Crenshaw / Chad Tsagris             | Grèce          | 101.87 | 20              | 39.70           | 20              | 62.17           |
| Couples éliminés après le programme court |                                             |                |        |                 |                 |                 |                 |
| 21                                        | Ekaterina Sokolova / Fedor Sokolov          | Israël         |        | 21              | 39.62           | NC              | NC              |
| 22                                        | Amanda Sunyoto-Yang / Darryll Sulindro-Yang | Taipei chinois |        | 22              | 37.04           | NC              | NC              |
| 23                                        | Nina Ivanova / Filip Zalevski               | Bulgarie       |        | 23              | 34.58           | NC              | NC              |
| 24                                        | Ksenia Ozerova / Aleksandr Enbert           | Russie         |        | 24              | 34.06           | NC              | NC              |
| 25                                        | Marina Aganina / Dmitri Zobnin              | Ouzbékistan    |        | 25              | 33.00           | NC              | NC              |

### Danse sur glace

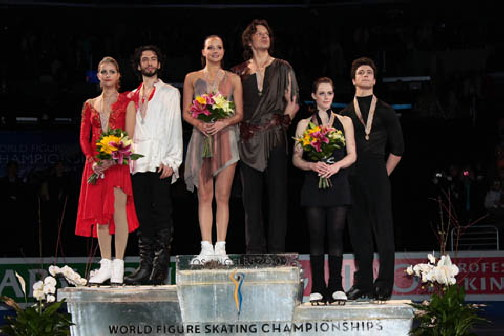
Podium de la danse sur glace

| Rang                                               | Nom                                    | Nation      | Points | Danse imposée | Danse imposée | Danse originale | Danse originale | Danse libre | Danse libre |
| -------------------------------------------------- | -------------------------------------- | ----------- | ------ | ------------- | ------------- | --------------- | --------------- | ----------- | ----------- |
| 1                                                  | Oksana Domnina / Maksim Chabaline      | Russie      | 206.30 | 1             | 40.77         | 2               | 64.68           | 1           | 100.85      |
| 2                                                  | Tanith Belbin / Benjamin Agosto        | États-Unis  | 205.08 | 2             | 39.65         | 1               | 65.16           | 2           | 100.27      |
| 3                                                  | Tessa Virtue / Scott Moir              | Canada      | 200.40 | 3             | 39.37         | 6               | 61.05           | 4           | 99.98       |
| 4                                                  | Meryl Davis / Charlie White            | États-Unis  | 200.36 | 4             | 37.73         | 3               | 62.60           | 3           | 100.03      |
| 5                                                  | Nathalie Péchalat / Fabian Bourzat     | France      | 194.36 | 6             | 36.54         | 4               | 61.83           | 5           | 95.99       |
| 6                                                  | Jana Khokhlova / Sergey Novitski       | Russie      | 193.41 | 5             | 37.34         | 5               | 61.68           | 6           | 94.39       |
| 7                                                  | Sinead Kerr / John Kerr                | Royaume-Uni | 186.07 | 8             | 35.30         | 7               | 60.13           | 7           | 90.64       |
| 8                                                  | Federica Faiella / Massimo Scali       | Italie      | 182.76 | 7             | 36.30         | 10              | 55.92           | 8           | 90.54       |
| 9                                                  | Pernelle Carron / Matthieu Jost        | France      | 178.72 | 9             | 34.39         | 8               | 57.68           | 10          | 86.65       |
| 10                                                 | Anna Cappellini / Luca Lanotte         | Italie      | 175.70 | 11            | 33.30         | 9               | 56.33           | 11          | 86.07       |
| 11                                                 | Emily Samuelson / Evan Bates           | États-Unis  | 174.76 | 13            | 32.51         | 11              | 54.97           | 9           | 87.28       |
| 12                                                 | Vanessa Crone / Paul Poirier           | Canada      | 173.16 | 10            | 33.33         | 12              | 54.75           | 12          | 85.08       |
| 13                                                 | Alexandra Zaretski / Roman Zaretski    | Israël      | 167.53 | 12            | 32.85         | 13              | 54.19           | 14          | 80.49       |
| 14                                                 | Katherine Copely / Deividas Stagniūnas | Lituanie    | 160.00 | 16            | 28.46         | 14              | 49.79           | 13          | 81.75       |
| 15                                                 | Anna Zadorozhniuk / Sergei Verbillo    | Ukraine     | 154.49 | 15            | 30.34         | 19              | 46.94           | 15          | 77.21       |
| 16                                                 | Cathy Reed / Chris Reed                | Japon       | 151.04 | 18            | 27.24         | 15              | 49.58           | 16          | 74.22       |
| 17                                                 | Carolina Hermann / Daniel Hermann      | Allemagne   | 147.77 | 20            | 26.65         | 16              | 48.89           | 18          | 72.23       |
| 18                                                 | Kristin Fraser / Igor Lukanin          | Azerbaïdjan | 147.45 | 14            | 30.35         | 18              | 48.06           | 20          | 69.04       |
| 19                                                 | Zoé Blanc / Pierre-Loup Bouquet        | France      | 146.08 | 19            | 27.16         | 17              | 48.24           | 19          | 70.68       |
| 20                                                 | Caitlin Mallory / Kristian Rand        | Estonie     | 143.69 | 23            | 25.11         | 21              | 45.69           | 17          | 72.89       |
| 21                                                 | Lucie Myslivečková / Matěj Novák       | Tchéquie    | 142.99 | 17            | 28.29         | 20              | 46.35           | 21          | 68.35       |
| 22                                                 | Huang Xintong / Zheng Xun              | Chine       | 135.85 | 22            | 26.11         | 23              | 43.48           | 22          | 66.26       |
| 23                                                 | Phillipa Towler-Green / Phillip Poole  | Royaume-Uni | 135.56 | 21            | 26.38         | 22              | 43.70           | 23          | 65.48       |
| 24                                                 | Joanna Budner / Jan Mościcki           | Pologne     | 124.58 | 24            | 23.43         | 25              | 39.25           | 24          | 61.90       |
| Couples de danse éliminés après la danse originale |                                        |             |        |               |               |                 |                 |             |             |
| 25                                                 | Danielle O'Brien / Gregory Merriman    | Australie   | 59.51  | 27            | 19.81         | 24              | 39.70           | NC          | NC          |
| 26                                                 | Nikki Georgiadis / Graham Hockley      | Grèce       | 58.61  | 26            | 21.51         | 26              | 37.10           | NC          | NC          |
| 27                                                 | Leonie Krail / Oscar Peter             | Suisse      | 56.78  | 25            | 22.32         | 27              | 34.46           | NC          | NC          |
| 28                                                 | Emese László / Máté Fejes              | Hongrie     | 53.39  | 29            | 18.95         | 28              | 34.44           | NC          | NC          |
| 29                                                 | Ina Demireva / Juri Kurakin            | Bulgarie    | 52.89  | 28            | 19.75         | 30              | 33.14           | NC          | NC          |
| 30                                                 | Ksenia Shmirina / Yahor Maistrov       | Biélorussie | 51.89  | 30            | 17.96         | 29              | 33.93           | NC          | NC          |